# Boss Hogg Outlaws
Boss Hogg Outlaws è un album collaborativo tra i rapper southern hip hop E.S.G. e Slim Thug, pubblicato nel 2001.
| Recensione | Giudizio |
| ---------- | -------- |
| AllMusic   | [ 1 ]    |
| RapReviews | [ 2 ]    |

## Tracce
Testi di Cedric Hill (tracce 1, 3-5, 7-16), Sinclair Ridley (tracce 1-, 3-5, 7, 10-12 e 14), Stayve Thomas (tracce 1, 3-5, 7-16).
1. Here We Come – 3:35 (musica: Sin)
2. Smoke Break – 1:06
3. I'm the Boss – 4:17 (musica: Prowla)
4. Thug It Up (feat. Bun B) – 3:43 (musica: Sin)
5. Rollin' – 3:51 (musica: Sin)
6. Phone Check (feat. Scarface) – 1:00
7. Down Here (feat. Lil' Keke) – 4:12 (musica: Sin)
8. Work That Thang – 3:54 (musica: Sneed)
9. Dirty South (feat. Carmen SanDiego) – 3:29 (musica: Q-Stone)
10. Ride With You (feat. Daz Dillinger) – 3:46 (musica: Sin)
11. Street Millionaire (feat. Lil' O) – 3:26 (musica: Sin)
12. Murder Weapon – 4:27 (musica: Sin)
13. Watch Out (feat. Big Hawk) – 4:07 (musica: The Chop Shop)
14. Mash for Our Cash (feat. C-Styles) – 3:57 (musica: Sin)
15. Getchya Hands Up – 3:57 (musica: Q-Stone)
16. We Ain't Trippin' No Mo (feat. Z-Ro) – 4:45 (musica: Prowla)
17. senza titolo – 0:04
18. Gangstafied (feat. Sir Daily & Doodie) – 4:55 (musica: Sin)

Durata totale: 62:31
Traccia bonus nell'edizione platinum nello store di iTunes
1. Break These Boys Off (feat. Big Hawk) – 3:48

## Classifiche
| Classifica (2002)         | Posizione massima |
| ------------------------- | ----------------- |
| US Heatseekers Albums     | 30                |
| US Independent Albums     | 16                |
| US Top R&B/Hip-Hop Albums | 55                |